# Hellboy e o Homem Torto
Hellboy: The Crooked Man (bra/prt: Hellboy e o Homem Torto) é um filme de terror de super-heróis americano, baseado no personagem Hellboy da Dark Horse Comics criado por Mike Mignola. Produzido pela Millennium Media, Dark Horse Entertainment, Nu Boyana Film Studios e Campbell Grobman Films, e distribuído pela Ketchup Entertainment, é o segundo reboot da série de filmes Hellboy e é a quarta entrada live-action da franquia. É dirigido por Brian Taylor a partir de um roteiro que ele escreveu com Mignola e Christopher Golden, especificamente derivado da série limitada The Crooked Man escrita por Mignola. O filme é estrelado por Jack Kesy como Hellboy, ao lado de Jefferson White e Adeline Rudolph. As filmagens começaram em março de 2023, na Bulgária, e terminaram em maio.

## Premissa
"Na década de 1950, Hellboy e um agente novato do BPRD, presos na zona rural dos Appalachia, descobrem uma pequena comunidade assombrada por bruxas, lideradas por um demônio local com uma conexão preocupante com o passado de Hellboy: The Crooked Man."

## Elenco
- Jack Kesy como Hellboy / Anung Un Rama: Um demônio poderoso, porém gentil e heróico que trabala para a organização governamental Bureau for Paranormal Research and Defense (B.P.R.D.)., frequentemente despachado para lidar com missões ou atribuições envolvendo entidades e fenômenos paranormais.[8]
- Martin Bassindale como Jeremiah Witkins, o vilão Crooked Man.
  - Bassindale também aparecerá como o Professor Trevor "Broom" Bruttenholm, fundador e chefe do BPRD e pai adotivo de Hellboy, em um papel secundário.
- Jefferson White como Tom Ferrell[9]
- Adeline Rudolph como Bobbie Jo Song[9]
- Joseph Marcell como Reverend Nathaniel Armstrong Watts
- Leah McNamara como Effie Kolb
- Hannah Margetson como Cora Fisher

## Produção

### Desenvolvimento
Em fevereiro de 2023, a Millennium Media anunciou planos para um novo reboot live-action intitulado Hellboy: The Crooked Man, o primeiro de uma potencial série de filmes. A produção está programada para começar em abril de 2023 na Bulgária com Brian Taylor dirigindo a partir de um roteiro do criador de quadrinhos Mike Mignola e do colaborador frequente Christopher Golden, baseado na minissérie de quadrinhos de 2008 de mesmo nome. O filme será coproduzido entre Nu Boyana Film Studios e Campbell Grobman Films e é apresentado pela Millennium Media em associação com a Dark Horse Entertainment.
Taylor expressou suas intenções de "reiniciar" a série de filmes e retratar uma versão mais jovem e errante de Hellboy com uma influência de terror popular semelhante aos quadrinhos; Taylor também confirmou que o filme seria classificado como R para abraçar os elementos "sombrios, assustadores, violentos e adultos" dos quadrinhos. No mês seguinte, Jack Kesy foi anunciado para interpretar Hellboy, e Jefferson White e Adeline Rudolph foram escalados como Tom Ferrell e Bobbie Jo Song. Em setembro, a Ketchup Entertainment anunciou que distribuiria o filme, assim como Joseph Marcell, Leah McNamara, Hannah Margetson e Martin Bassindale foram escalados para papéis não revelados.

### Filmagens
As filmagens principais começaram em março de 2023, na Bulgária, e terminaram em 15 de maio.

### Pós-produção
Em fevereiro de 2024, o presidente da Millennium Media, Jonathan Yunger, declarou que, depois que um efeito especial prático para o personagem demoníaco de um filme se mostrou decepcionante, ele usou inteligência artificial generativa para fazer vários designs de criaturas de substituição, que foram passados para efeitos visuais. Um artigo da Motion Picture Association relatou que isso ocorreu no filme Hellboy: The Crooked Man; no entanto, em maio de 2024, o diretor do filme, Brian Taylor, disse que Yunger havia sido citado incorretamente e estava se referindo ao filme anterior The Offering.
Taylor disse que para Hellboy: The Crooked Man, nenhuma ferramenta de IA foi usada na pré-produção ou em outro lugar, e que os personagens de Hellboy e Crooked Man foram criados e filmados de forma prática, sem melhorias de CGI.